# Martailly-lès-Brancion
Martailly-lès-Brancion é uma comuna francesa na região administrativa de Borgonha-Franco-Condado, no departamento Saône-et-Loire. Estende-se por uma área de 9,13 km². Em 2010 a comuna tinha 149 habitantes (densidade: 16,3 hab./km²).